# Mala Breza
Mala Breza je naselje v Občini Laško.
Blizu naselja je prenovljen grad Velika Breza ali Brezovec (Pirkenstein).